# Strays (альбом Марго Прайс)
Strays — четвёртый студийный альбом американской кантри-певицы Марго Прайс, вышедший 13 января 2023 года на лейбле Loma Vista Recordings.
Альбом был спродюсирован Прайс совместно с музыкантом Джонатаном Уилсоном в его студии Fivestar в каньоне Топанга (штат Калифорния, США), а в его создании приняли участие Майк Кэмпбелл (бывший участник группы Tom Petty and the Heartbreakers, с которым Прайс записывалась для второго альбома Dirty Knobs, External Combustion), Шэрон Ван Эттен и группа Lucius.
Альбом был переиздан под названием Strays II с девятью дополнительными песнями 13 октября 2023 года. Эти девять песен также были выпущены в качестве трёх «актов» в течение нескольких недель перед переизданием альбома.

## Об альбоме
Параллельно с записью альбома Прайс закончила работу над мемуарами «Maybe We’ll Make It», выпущенными в октябре 2022 года издательством Техасского университета. Прайс завершила турне с книгой, которое продолжалось до ноября 2022 года, а затем открыла тур «Til the Wheels Fall Off Tour» в декабре 2022 года, планируя продвигать Strays до марта 2023 года.
Проведя шесть дней в Чарльстоне (Южная Каролина) с изрядным количеством волшебных грибов, блокнотов, гитар и впечатлений, которых хватит на несколько жизней, Марго Прайс приступила к работе, написав несколько самых вызывающих и сырых песен за всю свою карьеру. Вместе со своим мужем и соавтором Джереми Иви, вдали от отвлекающих факторов их дома в Нэшвилле, штат Теннесси, она создала свой четвертый студийный альбом «Strays», 10-трековый трактат о человеческом состоянии с историями, которые охватывают широкий спектр вопросов: от наркомании до прав на аборт и женского оргазма.
Первым синглом со Strays стал «Been to the Mountain». 25 августа 2022 года. Когда Прайс анонсировала альбом в сентябре 2022 года, она также выпустила второй сингл, «Change of Heart». Далее, в ноябре 2022 года, в рамках продвижения альбома был выпущен третий сингл, «Lydia», песню, которую Прайс описала как «трогательную коллекцию слов о телесной автономии и правах женщин» и отметила, что на её создание вдохновило посещение женской консультации несколькими годами ранее во время тура в Ванкувере, и которая была записана до того, как Верховный суд США отменил закон Роу против Уэйда в июне 2022 года.

## Отзывы
| Оценки критиков      | Оценки критиков |
| Источник             | Оценка          |
| -------------------- | --------------- |
| The Guardian         | [ 2 ]           |
| The Line of Best Fit | 8/10            |
| Mojo                 | [ 14 ]          |
| PopMatters           | 9/10            |
| Rolling Stone        | [ 15 ]          |
| Uncut                | 8/10            |
| New Musical Express  | 4/5             |

Альбом получил положительные отзывы музыкальных критиков и интернет-изданий. Китти Импайр из The Guardian отметила, что альбом «Strays добавляет пьянящий органный грув и гипнотический южный рок к солидному мастерству её группы».
В рейтинге 25 лучших песен 2022 года по версии New York Times Джон Парелес назвал песню Прайс «Lydia» одним из лучших синглов года. Прайс играет на акустической гитаре в сопровождении струнного квартета, рассказывая предысторию молодой женщины, размышляющей о том, стоит ли ей делать аборт. На протяжении более шести минут слушатели погружаются в мысли и воспоминания главной героини и ее решения. Камерное народное музыкальное сопровождение говорит о весомости и вневременности проблемы.
Джонатан Бернштейн из Rolling Stone отметил, что «В звуковом плане альбом представляет собой не столько кардинальное переосмысление, сколько последнюю и, возможно, самую полную итерацию постоянно развивающейся палитры Прайса. Несмотря на разрозненное название и тот факт, что альбом записывался в пяти разных студиях в Нэшвилле и Калифорнии, Strays ощущается как самая цельная коллекция Прайс, которую сопровождают легкие оттенки Западного побережья, созданные Джонатаном Уилсоном (Father John Misty, Dawes)».

## Список композиций
Слова и музыка всех песен — Марго Прайс и Jeremy Ivey, кроме указанных.
| №                   | Название                                    | Автор(ы)                                | Длительность |
| ------------------- | ------------------------------------------- | --------------------------------------- | ------------ |
| 1.                  | «Been to the Mountain»                      |                                         | 5:28         |
| 2.                  | «Light Me Up» (при участии Майка Кэмпбелла) |                                         | 5:05         |
| 3.                  | «Radio» (при участии Шэрон Ван Эттен)       | Прайс Шэрон Ван Эттен                   | 2:49         |
| 4.                  | «Change of Heart»                           |                                         | 4:04         |
| 5.                  | «County Road»                               |                                         | 6:08         |
| 6.                  | «Time Machine»                              | Dillon Napier Christopher Houston Denny | 2:46         |
| 7.                  | «Hell in the Heartland»                     | Прайс Lawrence Rothman                  | 4:28         |
| 8.                  | «Anytime You Call» (при участии Lucius)     | Ivey                                    | 3:48         |
| 9.                  | «Lydia»                                     | Price                                   | 6:12         |
| 10.                 | «Landfill»                                  |                                         | 5:34         |
| Общая длительность: | Общая длительность:                         | Общая длительность:                     | 46:15        |

### Strays II
Расширенное переиздание Strays было выпущено 13 октября 2023 года и рекламировалось с тремя «актами» песен. «Act I: Topanga Canyon» был выпущен 22 августа 2023 года. «Act II: Mind Travel» вышел 14 сентября 2023 года. Полный Strays II и «Act III: Burn Whatever’s Left» вышли 13 октября 2023 года.
Слова и музыка всех песен — Марго Прайс и Jeremy Ivey, кроме указанных.
| №                   | Название                                           | Автор(ы)            | Длительность |
| ------------------- | -------------------------------------------------- | ------------------- | ------------ |
| 1.                  | «Strays»                                           |                     | 3:09         |
| 2.                  | «Closer I Get» (при участии Ny Oh)                 |                     | 3:57         |
| 3.                  | «Malibu» (при участии Jonathan Wilson и Buck Meek) | Прайс Ivey Кэмпбелл | 3:37         |
| Общая длительность: | Общая длительность:                                | Общая длительность: | 10:42        |

| №                   | Название                                       | Автор(ы)            | Длительность |
| ------------------- | ---------------------------------------------- | ------------------- | ------------ |
| 4.                  | «Black Wolf Blues»                             |                     | 3:59         |
| 5.                  | «Mind Travel»                                  |                     | 3:54         |
| 6.                  | «Unoriginal Sin» (при участии Майка Кэмпбелла) | Прайс Кэмпбелл      | 3:02         |
| Общая длительность: | Общая длительность:                            | Общая длительность: | 10:53        |

| №                   | Название                                 | Автор(ы)            | Длительность |
| ------------------- | ---------------------------------------- | ------------------- | ------------ |
| 7.                  | «Homesick» (при участии Jonathan Wilson) | Прайс               | 4:28         |
| 8.                  | «Where Did We Go Wrong»                  |                     | 4:31         |
| 9.                  | «Burn Whatever's Left»                   |                     | 5:26         |
| Общая длительность: | Общая длительность:                      | Общая длительность: | 14:25        |

## Позиции в чартах
| Чарт (2023)                                  | Высшая позиция |
| -------------------------------------------- | -------------- |
| Великобритания (Country Albums Chart, OCC)   | 1              |
| Великобритания (Americana Albums Chart, OCC) | 1              |
| США (Top Country Albums, Billboard)          | 30             |
| США (Independent Albums, Billboard)          | 49             |